# Campeonato Brasileiro de Futebol Americano de 2012
O Campeonato Brasileiro de Futebol Americano de 2012 foi um torneio esportivo de futebol americano ocorrido no Brasil durante o ano de 2012. Foi a primeira edição do Campeonato Brasileiro de Futebol Americano organizado pela Confederação Brasileira de Futebol Americano, então chamada de Associação de Futebol Americano do Brasil. A competição se iniciou dia 30 de junho e terminou 25 de novembro de 2012. Participaram 34 times, de 25 cidades, 15 estados e 4 regiões.

## Equipes participantes
Conforme consta no Regulamento do torneio, a divisão das 34 equipes se deu da seguintes forma:
| Conferência Nordeste | Conferência Central | Conferência Sul |
| --- | --- | --- |
| Divisão Norte - Dragões do Mar de Fortaleza - Ceará Cangaceiros - América Bulls Potiguares - Natal Scorpions Divisão Central - Botafogo Espectros - Recife Mariners - Recife Pirates Divisão Sul - Maceió Marechais - Aracaju Bravos - Salvador All Saints | Divisão 1 - Cuiabá Arsenal - Sinop Coyotes - Rio Preto Weilers - São Paulo Storm - Sorocaba Vipers Divisão 2 - Spartans FA - Brasil Devilz - Fluminense Imperadores - Minas Locomotiva - Serra Cabritos | Divisão 1 - Santa Cruz do Sul Chacais - Santa Maria Soldiers - Porto Alegre Pumpkins - São José Istepôs - Coritiba Crocodiles - Curitiba Hurricanes - Curitiba Predadores Divisão 2 - Curitiba Brown Spiders - UFPR Legends - Foz do Iguaçu Black Sharks - Ponta Grossa Phantons - Joinville Gladiators - Bárbaros do Vale - Corupá Búfalos |

## Sistema de disputa
Classificam-se 6 equipes da Conferência Nordeste, 5 da Conferência Central e 6 da Conferência Sul, com determinação da ordem de classificação iniciando com os campeões de divisão e após as melhores campanhas entre as demais equipes.

### Playoffs
Os playoffs ocorrem em 5 etapas, de acordo com tabela aprovada por todas as equipes, constando no artigo 47 do regulamento.
- Wildcards da Conferência Nordeste, com os seguintes confrontos: NORDESTE 3 x NORDESTE 6 e NORDESTE 4 x NORDESTE 5.
- Playoffs regionais;
- Finais de divisão;
- Finais de Conferência;
- Final do Campeonato Brasileiro de Futebol Americano;